# Bulbophyllum phormion
Bulbophyllum phormion là một loài phong lan thuộc chi Bulbophyllum.